# Kricogonia lyside
Kricogonia lyside é uma borboleta da área da América do Norte, Caraíbas e América do Sul, da família Pieridae.

## Habitat
Esta borboleta pode ser encontrada em matagal aberto subtropical.